# Скрежет
«Скрежет» (фин. Pahanhautoja) — финский психологический боди-хоррор 2022 года режиссёра Ханны Бергхольм по сценарию Ильи Рауци. В главных ролях Сиири Солалинна, София Хейккиля, Яни Воланен, Рейно Нордин и Сайя Лентонен.
Премьера фильма состоялась на кинофестивале «Сандэнс»   23 января 2022 года. В кинотеатрах и на потоковых сервисах
 — 29 апреля.

## Сюжет
В центре истории Тинья, юная гимнастка, отчаянно пытающаяся произвести положительное впечатление на свою мать, не снискавшую успеха бывшую фигуристку Айти, одержимую идеей представить миру образ идеальной семьи через свой популярный блог. Однажды Тинья находит загадочное яйцо, которое решает принести домой. Как только оттуда вылупляется нечто, девочка нарекает существо «Алли» и заботится о нём, пока то превращается в двойника Тиньи, подавлюящего волю и эмоции той.

## В ролях
- Сиири Солалинна — Тинья / Алли
- София Хейккиля — мать
- Яни Воланен — отец
- Ойва Оллила — Матиас
- Рейно Нордин — Теро
- Ида Мяэттянен — Реетта
- Сайя Лентонен — тренер

## Восприятие
«Скрежет» выиграл Гран-при и приз молодёжного жюри на Международном фестивале фантастического кино в Жерармере.
На сайте Rotten Tomatoes фильм имеет рейтинг критического одобрения 92 % от 123 рецензентов со средним баллом 7,2/10 и высокой оценкой режиссуры Бергхольм. В списке лучших фильмов ужасов 2022 года по версии Rotten Tomatoes он занял 10-е место.
Настсасья Горбачевская (Film.ru) поставила фильму 7 баллов. По её мнению, «„Скрежет“ ладно встраивается в облик хоррора сегодняшнего дня, вырисовывая страшное на контрастах цветочных принтов и кровавых пятен на белых простынях».